# Ctenucha hilliana
Ctenucha hilliana är en fjärilsart som beskrevs av Dyar 1915. Ctenucha hilliana ingår i släktet Ctenucha och familjen björnspinnare. Inga underarter finns listade i Catalogue of Life.